# Stefan Fritzen
Stefan Fritzen (* 29. Mai 1940 in Rötha bei Leipzig; † 31. Mai 2019 in Dresden) war ein deutscher Posaunist und Orchesterleiter.
Bereits 1961, ein Jahr vor dem Abschluss seines Studiums an der Ostberliner Hochschule für Musik „Hanns-Eisler“, wurde Stefan Fritzen Soloposaunist des Berliner Sinfonieorchesters. Von 1973 bis 1980 wirkte er in gleicher Position bei der Staatskapelle Dresden, blieb bis 1974 aber auch noch Mitglied des Berliner Sinfonieorchesters.
Zwischen 1964 und 1976 trat er zusätzlich als Solist in Sinfonie- und Kammerkonzerten in Berlin, Dresden und anderen Städten der DDR auf. Für seine herausragenden Leistungen wurde Stefan Fritzen 1967 zum Kammermusiker und 1971 zum Kammervirtuosen ernannt.
Ab 1980 wurde die – bereits 1963 begonnene – musikpädagogische Arbeit seine Hauptbeschäftigung. Er war Lehrkraft für hohes und tiefes Blech an verschiedenen Musikschulen und gab Förderunterricht für besonders begabte Schüler. Außerdem war er als Dozent sowohl für die Fortbildung von Musikschullehrern und die Aus- und Weiterbildung von Orchesterleitern tätig.
Fritzen leitete verschiedene Orchester, Kammermusikgruppen und Jugendensembles. So erreichte er mit dem Jugendblasorchester und dem Bläser-Kammerensemble Bischofswerda beim DDR-Leistungsvergleich 1983 den 1. Preis und 1984 die Goldmedaille.
Nachdem ihm die Ausreise aus der DDR gelungen war, nahm er die Stelle des Leiters der Fachgruppe Blasinstrumente/Schlagzeug an der städtischen Musikschule Mannheim an. In dieser Funktion gründete er ein Blechbläserensemble, das 1999 und 2002 erfolgreich an den European Brass Band Championships teilgenommen hat, sowie ein sinfonisches Blasorchester, aus dem die Mannheimer Bläserphilharmonie (MBP) hervorgegangen ist.
Fritzens Interesse als Orchesterleiter und Orchesterpädagoge richtete sich vor allem auf den Sektor sinfonischer Blasmusik. Sein Ziel war es, bei einem Blasorchester einen Klang zu erreichen, der „artikulatorisch, dynamisch und agogisch“ dem eines Sinfonieorchesters vergleichbar ist.
Neben dem sinfonischen Charakter der gespielte Musik sei diese auf hohem künstlerischen Niveau zu musizieren. Damit meinte er nicht nur, dass Stücke hohen Schwierigkeitsgrades gespielt werden sollen, sondern vor allem, dass die Wiedergabe möglichst perfekt und mit lebendiger Musikalität erfüllt zu sein habe.
Er war weiterhin Dozent bei Fortbildungen und Symposien und als Leiter von Seminaren tätig. 1989 und 1993 leitete er Dirigentenseminare des Deutschen Musikrates im Fachbereich Blasorchester, seit 2000 das Seminar „Aufbau und Leitung von Blasorchestern“ der Staatlichen Hochschule für Musik und Darstellende Kunst in Mannheim.
Er wurde häufig in die Jurys nationaler und internationaler Wettbewerbe berufen. Fritzen hat sich auch als Fachmann für die Behandlung spielgestörter und spielerkrankter Blechbläser einen Namen gemacht. Seine heilpädagogischen Erfahrungen haben sich in Vorträgen und Aufsätzen niedergeschlagen.
Am 31. Mai 2005 ging Stefan Fritzen in Ruhestand und kehrte zurück nach Dresden, wo er weiter als Dirigent, Dozent und Publizist arbeitete. 2019 starb er an der Folgen einer Herzoperation.

## Auszeichnungen
- 2005: Schiller-Plakette der Stadt Mannheim

## Belege
1. ↑  https://www.morgenweb.de/mannheimer-morgen_artikel,-kultur-pioniertat-mit-orchester-_arid,1463453.html